# Шагал, Марк Захарович
Марк Заха́рович (Моисе́й Ха́цкелевич) Шага́л (фр. Marc Chagall, идиш מאַרק שאַגאַל‎, бел. Марк Захаравіч Шагал; 6 июля или 7 июля 1887, Лиозно, Витебская губерния, Российская империя — 28 марта 1985, Сен-Поль-де-Ванс, Прованс, Франция) — русский и французский художник еврейского происхождения. Учился у Юделя Пэна, затем — у Николая Рериха и Льва Бакста в Санкт-Петербурге, в 1911—1913 годах — в Париже, где жил в «Улье».
После революции преподавал, основал Витебский городской музей и Витебское художественное училище. В 1922 году эмигрировал из РСФСР, с 1937 года — гражданин Франции. Помимо живописи и графики занимался сценографией, монументальным и декоративно-прикладным искусством. Автор плафона парижской Оперы (1964) и панно для Метрополитен-оперы (1966). Также писал стихи на идише, автор мемуаров «Моя жизнь». Один из самых известных представителей художественного авангарда XX века. В творчестве Шагала ярче всего прослеживаются связанные с детством и юностью витебские и традиционные еврейские мотивы. Музой художника на протяжении всей его жизни была супруга Белла Шагал (1895—1944).

## Биография

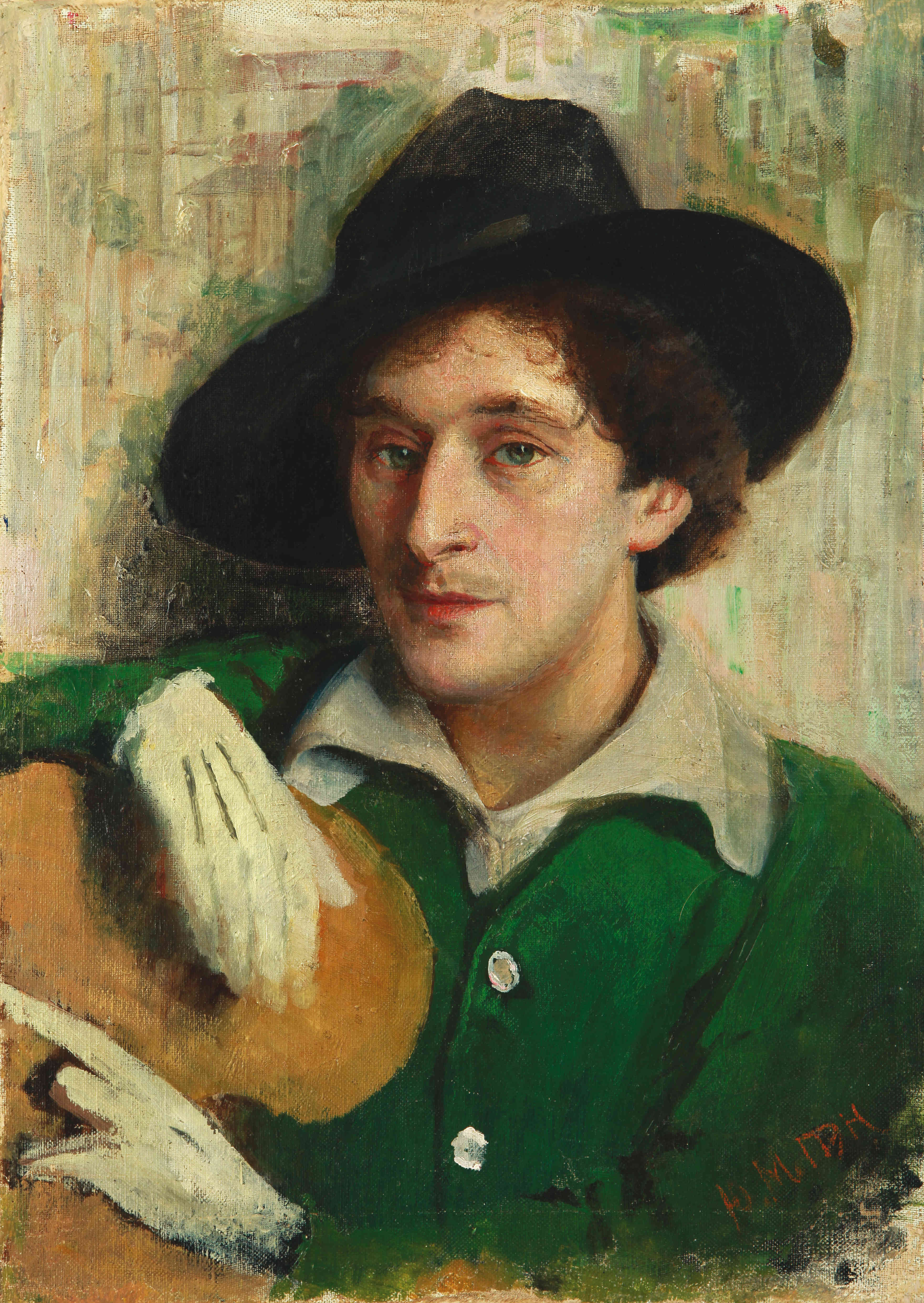
Портрет молодого Шагала кисти его учителя Пэна (1914)

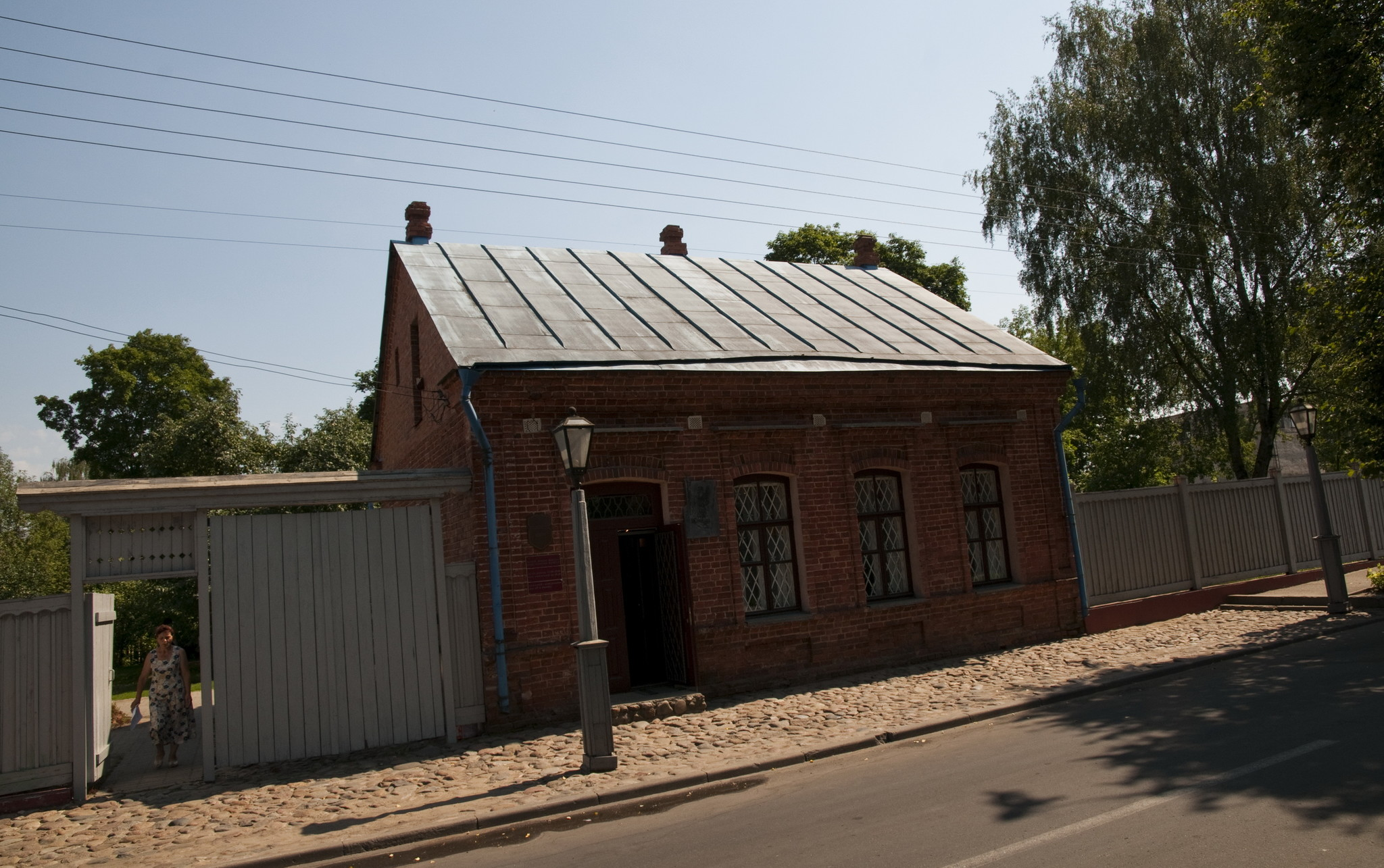
Дом Марка Шагала, Витебск, Беларусь

Мовша Хацкелевич (впоследствии Моисей Хацкелевич и Марк Захарович) Шагал родился 24 июня (6 июля) 1887 года в местечке Лиозно недалеко от Витебска, был старшим ребёнком в семье приказчика Хацкеля Мордуховича (Давидовича) Шагала (1863—1921) и его жены Фейги-Иты Менделевны Черниной (1871—1915). У него был один брат и пять сестёр. Родители, поженившиеся в 1886 году, приходились друг другу двоюродными братом и сестрой. Дед художника, Довид Еселевич Шагал (в документах также Довид-Мордух Иоселевич Сагал, 1824—?), происходивший из местечка Бабиновичи Могилёвской губернии, в 1883 году поселился с сыновьями в местечке Добромысли Оршанского уезда Могилёвской губернии, поэтому в списках владельцев недвижимого имущества города Витебска отец художника Хацкель Мордухович Шагал был записан как «добромыслянский мещанин»; мать художника происходила из Лиозно. С 1890 года семье Шагалов принадлежал деревянный дом на Большой Покровской улице в 3-й части Витебска (значительно расширенный и перестроенный в 1902 году с восемью квартирами на сдачу). Значительную часть детства Марк Шагал провёл в доме своего деда по материнской линии Менделя Чернина и его жены Башевы (1844—?, бабушки художника со стороны отца), которые к тому времени жили в местечке Лиозно в 40 км от Витебска.
Получил традиционное еврейское образование на дому, изучив древнееврейский язык, Тору и Талмуд. С 1898 по 1905 год учился в 1-м Витебском четырёхклассном училище. В 1906 году учился изобразительному искусству в художественной школе витебского живописца Юделя Пэна, затем переехал в Санкт-Петербург.

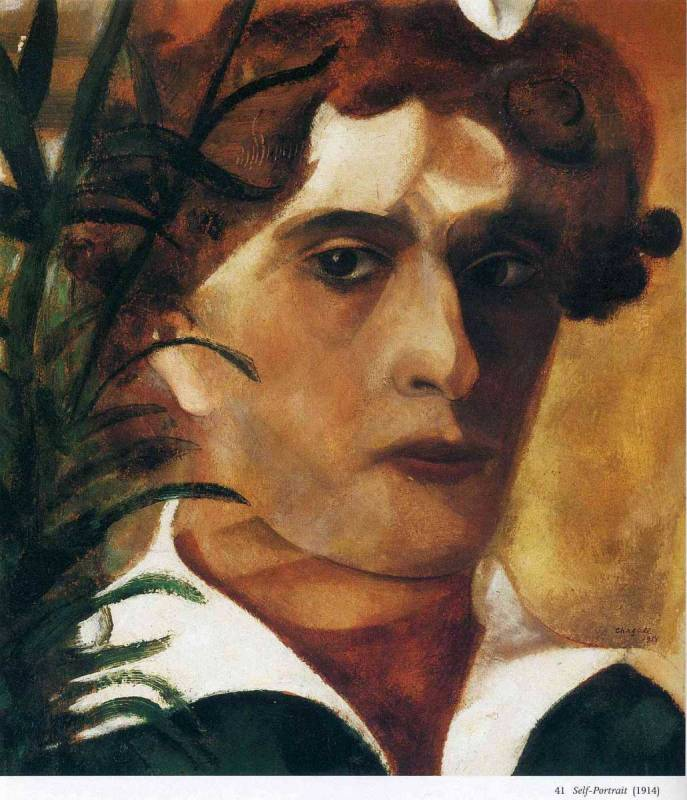
Автопортрет, 1914

Из книги Марка Шагала «Моя жизнь»: 

Захватив двадцать семь рублей — единственные за всю жизнь деньги, которые отец дал мне на художественное образование, — я, румяный и кудрявый юнец, отправляюсь в Петербург вместе с приятелем. Решено! Слёзы и гордость душили меня, когда я подбирал с пола деньги — отец швырнул их под стол. Ползал и подбирал. На отцовские расспросы я, заикаясь, отвечал, что хочу поступить в школу искусств… Какую мину он скроил и что сказал, не помню точно. Вернее всего, сначала промолчал, потом, по обыкновению, разогрел самовар, налил себе чаю и уж тогда, с набитым ртом, сказал: «Что ж, поезжай, если хочешь. Но запомни: денег у меня больше нет. Сам знаешь. Это всё, что я могу наскрести. Высылать ничего не буду. Можешь не рассчитывать».
В Петербурге в течение двух сезонов занимался в Рисовальной школе Общества поощрения художеств, которую возглавлял Н. К. Рерих (в эту школу его приняли без экзамена на третий курс). В 1909—1911 годах продолжил занятия у Л. С. Бакста в частной художественной школе Е. Н. Званцевой. Благодаря своему витебскому приятелю Виктору Меклеру и Тее Брахман, дочери витебского врача, также учившейся в Петербурге, Марк Шагал вошёл в круг молодой интеллигенции, увлечённой искусством и поэзией. Тея Брахман была образованной и современной девушкой, несколько раз она позировала Шагалу обнажённой. Осенью 1909 года во время пребывания в Витебске Тея познакомила Марка Шагала со своей подругой Бертой (Беллой) Розенфельд, которая в то время училась в одном из лучших учебных заведений для девушек — школе Герье в Москве. Эта встреча оказалась решающей в судьбе художника. «С ней, не с Теей, а с ней должен быть я — вдруг озаряет меня! Она молчит, я тоже. Она смотрит — о, её глаза! — я тоже. Как будто мы давным-давно знакомы, и она знает обо мне всё: моё детство, мою теперешнюю жизнь, и что со мной будет; как будто всегда наблюдала за мной, была где-то рядом, хотя я видел её в первый раз. И я понял: это моя жена. На бледном лице сияют глаза. Большие, выпуклые, чёрные! Это мои глаза, моя душа. Тея вмиг стала мне чужой и безразличной. Я вошёл в новый дом, и он стал моим навсегда» (Марк Шагал, «Моя жизнь»). Любовная тема в творчестве Шагала неизменно связана с образом Беллы. С полотен всех периодов его творчества, включая позднейший (после смерти Беллы), на нас смотрят её «выпуклые чёрные глаза», её черты узнаваемы в лицах почти всех изображённых им женщин.
В мае 1911 года на полученную от Максима Винавера стипендию поехал в Париж, где продолжил учиться и познакомился с жившими во французской столице художниками и поэтами-авангардистами (с супругами Соней и Робером Делоне, А. Лотом, Г. Аполлинером, М. Жакобом, Р. Канудо и другими). Находясь в Париже, он впервые начал называть себя Марком. В этот период началась его дружба с поэтом Блезом Сандраром, говорившим по-русски (когда спустя много лет Шагала попросили назвать самые значительные события в его жизни, он ответил: «Моя встреча с Сандраром и русская революция»). Стипендия позволила Шагалу в первой половине 1912 года переехать в знаменитый «Улей» — дом, в котором находились жилые помещения и мастерские художников. Участвовал в Осеннем салоне, который открылся 1 октября 1912 года, и на котором более половины всех работ были написаны в кубистической манере. Несмотря на некоторое влияние кубизма на Шагала (он занимался в «Académie de la Palette», где доминировало это художественное направление) уже критик Я. А. Тугендхольд, который жил в тот период в Париже, отметил отличие шагаловских работ от «надуманных» полотен других кубистов: «Среди русской молодёжи внимание останавливают на себе работы Шагала. Висящие в зале кубистов, где всё так надуманно и непонятно, они также поражают своей иррациональностью, но такой иррациональностью, которая психологически вполне убедительна». По свидетельству И. Г. Эренбурга: «Это было время расцвета кубизма, влияние которого было настолько велико, что даже Шагал, этот поэт местечек Белоруссии, много взявший у маляров, расписывавших вывески парикмахерских или фруктовых лавчонок, на короткий срок заколебался». Большее или меньшее влияние кубизма исследователи находят во многих картинах этого периода: «Автопортрет с семью пальцами», «Адам и Ева», «Полчетвертого (Поэт)», «Солдат пьёт». В начале 1913 года состоялась первая персональная выставка Шагала в «Академии Марии Васильевой», а уже в сентябре его картины выставлялись в Первом Немецком Осеннем Салоне в Берлине, откуда Шагал вернулся в Россию.
Летом 1914 года приехал в Витебск, чтобы встретиться с родными и повидать Беллу. Затем планировал вернуться в Европу, но начавшаяся война не дала этим планам сбыться. 25 июля 1915 года состоялась свадьба Марка и Беллы. В 1916 году у них родилась дочь Ида, впоследствии ставшая биографом и исследователем творчества своего отца.

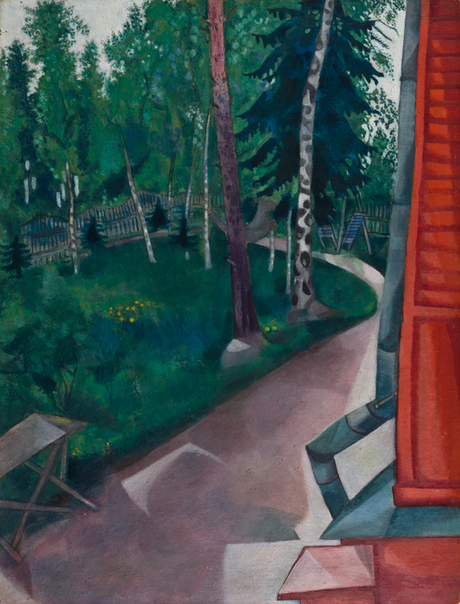
Дача, 1917. Национальная картинная галерея Армении

В сентябре 1915 года поехал в Петроград и поступил на службу в Военно-промышленный комитет. В 1916 году он вступил в Еврейское общество поощрения художеств, в 1917 году с семьёй возвратился в Витебск. После революции его назначили уполномоченным комиссаром по делам искусств Витебской губернии. 28 января 1919 года Шагалом было открыто Витебское художественное училище.
В 1920 году переехал в Москву, где поселился в находившемся на углу Лихова переулка и Садовой «доме со львами». По рекомендации А. М. Эфроса устроился работать в Московский Еврейский камерный театр под руководством Алексея Грановского. Принимал участие в художественном оформлении театра: сначала рисовал настенные картины для аудиторий и вестибюля, а затем костюмы и декорации, в том числе «Любовь на сцене» с портретом «балетной пары». В 1921 году театр Грановского открылся спектаклем «Вечер Шолом Алейхема» в оформлении Шагала. В 1921 году Марк Шагал работал преподавателем в подмосковной еврейской трудовой школе-колонии «III Интернационал» для беспризорников в Малаховке.
В 1922 году вместе с семьёй уехал в Литву (где в Каунасе прошла его выставка), а оттуда в Германию. Осенью 1923 года по приглашению Амбруаза Воллара семья Шагала переехала в Париж. В 1937 году Шагал получил французское гражданство.
В 1941 году руководство Музея современного искусства в Нью-Йорке пригласило Шагала переселиться из контролируемой нацистами Франции в США, и летом того же года он с семьёй переехал в Нью-Йорк. После окончания войны Шагалы намеревались вернуться во Францию, но в сентябре 1944 года Белла умерла от сепсиса в местной больнице; спустя девять месяцев художник написал две картины в память о любимой жене: «Свадебные огни» и «Рядом с ней».
Отношения с Вирджинией Макнилл-Хаггард, дочерью бывшего британского консула в США, начались, когда Шагалу было 58 лет, Вирджинии — 30 с небольшим. У них родился сын Дэвид Макнилл (названный Дэвидом в честь Давида — одного из братьев Марка). В 1947 году с женой и сыном переехал во Францию. Через три года Вирджиния неожиданно убежала от него с любовником, забрав с собой сына.
12 июля 1952 года женился на «Ваве» — Валентине Григорьевне Бродской, владелице лондонского салона моды. Несмотря на отношения с несколькими женщинами, музой художника всю его жизнь оставалась Белла, и он до самой смерти отказывался говорить о ней как об умершей.
В 1957 году удостоен ордена искусств и литературы степени «Командор»
В 1960 году Марк Шагал стал лауреатом премии Эразма.
С 1960-х годов Шагал в основном перешёл на монументальные виды искусства — мозаики, витражи, шпалеры, а также увлёкся скульптурой и керамикой. В начале 1960-х годов по заказу правительства Израиля Шагал создал мозаики и шпалеры для здания парламента в Иерусалиме. После этого успеха он получил множество заказов на оформление католических и лютеранских храмов, а также синагог по всей Европе, Америке и в Израиле.
В 1964 году Шагал по заказу президента Франции Шарля де Голля расписал плафон парижской Гранд Опера, в 1966 году создал для Метрополитен-опера в Нью-Йорке два панно, а в Чикаго украсил здание Национального банка мозаикой «Четыре времени года» (1972). В 1966 году Шагал переехал в построенный специально для него в провинции Ниццы — Сен-Поль-де-Вансе дом, служивший одновременно и жильём, и мастерской.

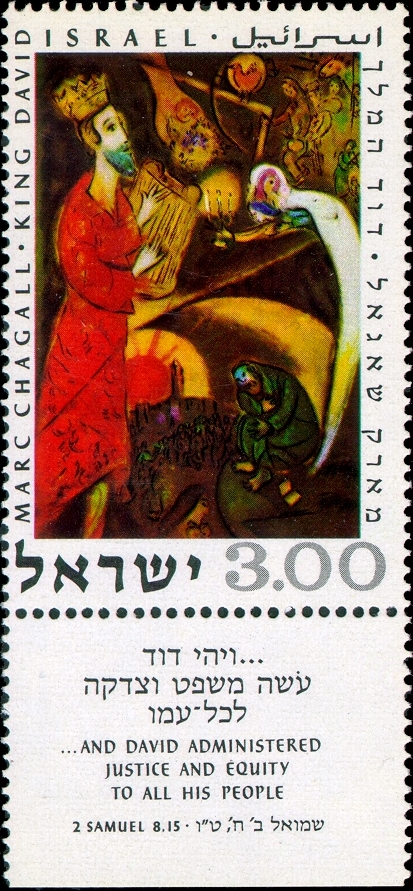
«Царь Давид», Марк Шагал, марка Израиля 1969 года

В этот период Шагал создаёт гравюры к книгам «Дафнис и Хлоя» («Daphnis et Chloé») Лонга (1962), «Марк Шагал. Стихотворения» («Marc Chagall. Poèmes», 1969), «Антимемуары» («Antimémoires») А. Мальро (1970), «Феерия и королевство» («La Féerie et le Royaume») К. Бурникеля (1972), «Одиссея» («L’Odyssée») Гомера (1974), «Буря» («The Tempest») Шекспира (1975), «Тот, кто говорит нечто, ничего не говоря» («Celui qui dit les choses sans rien dire») Л. Арагона (1975), «И на земле» («Et sur la terre») А. Мальро (1977), «Псалмы Давида» («Psaumes de David», 1978), а также цикл офортов «Цирк» («Cirque», 1967).
В 1967 году Шагал награждён Большим крестом французского ордена «За заслуги».
В 1973 году по приглашению Министерства культуры СССР Шагал посетил Ленинград и Москву (в столице Шагала поселили в люксе гостиницы «Россия»), от предложения посетить Витебск отказался, боясь слишком сильных эмоций от встречи с родным городом. Встречался с Сергеем Михалковым, Андреем Вознесенским, посетил БДТ, Большой театр, Русский музей. Ему организовали выставку в Третьяковской галерее. Художник подарил Третьяковке и Музею изобразительных искусств им. А. С. Пушкина некоторые свои работы. В Третьяковской галерее Шагалу показали его декорации к спектаклю «Клоп», который шёл на сцене Еврейского театра более полувека назад.
В 1977 году Марк Шагал был удостоен высшей награды Франции — Большого креста Почётного легиона, а в 1977—1978 году была устроена выставка работ художника в Лувре, приуроченная к его 90-летию. Вопреки всем правилам в Лувре были выставлены работы ещё живущего автора.
Шагал скончался 28 марта 1985 года в Сен-Поль-де-Вансе. Похоронен на местном кладбище.
До конца жизни в творчестве художника прослеживались «витебские» мотивы. Существует «Комитет Шагала», в состав которого входят четыре его наследника. Полного каталога работ художника не существует. В 1997 году была проведена первая выставка художника в Беларуси.

### Семья
- Первая жена — Белла Самойловна Розенфельд (1889—1944). Её старший брат, математик Исаак Самуилович Розенфельд (1879—1978), был с 1905 года женат на художнице-авангардистке Саре Исааковне Дымшиц.
  - Единственная дочь Ида (18 мая 1916, Витебск — 11 августа 1994, Ле-Кастелле), биограф отца; первый брак (Мишель Горди) бездетный, во втором (искусствовед Франц Мейер) — трое детей.
- Вирджиния Хаггард (1914—2006) (официально в отношениях не состояла) — мать единственного сына Шагала, Дэвида МакНила, писателя и музыканта.
- Вторая жена (с 1952 года) — Валентина Григорьевна Бродская (1905—1993)[42]. Похоронена рядом с мужем в Сен-Поль-де-Ванс; там же похоронен её брат Мишель Бродский (16 апреля 1913, Киев — 22 декабря 1997, Сен-Поль-де-Ванс)[43][44][45] — фотограф и фотохудожник[46][47][48]. Валентина Шагал покинула с родителями Киев в 1917 году и через Баку, Тифлис и Рим прибыла в Берлин, где окончила школу и некоторое время изучала историю искусств; в 1938 году она была вынуждена бежать из Германии в Лондон, где открыла магазин дамских шляпок и жила до знакомства с Шагалом[49].

## Творчество Шагала
Основным направляющим элементом творчества Марка Шагала выступает его национальное еврейское самоощущение, неразрывно связанное для него с призванием. «Если бы я не был евреем, как я это понимаю, я не был бы художником или был бы совсем другим художником», — сформулировал он свою позицию в одном из эссе.
От своего первого учителя Юделя Пэна Шагал воспринял представление о национальном художнике; национальный темперамент нашёл выражение и в особенностях его образного строя. Художественные приёмы Шагала основаны на визуализации поговорок на идише и воплощении образов еврейского фольклора. Шагал вносит элементы еврейской интерпретации даже в изображение христианских сюжетов («Святое Семейство», 1910, Музей Шагала; «Посвящение Христу» /«Голгофа»/, 1912, Музей современного искусства, Нью-Йорк, «Белое распятие», 1938, Чикаго) — принцип, которому он остался верен до конца жизни.
Помимо художественного творчества Шагал на протяжении всей жизни публиковал стихотворения, публицистические эссе и мемуаристику на идише. Часть из них переводились на иврит, белорусский, русский, английский и французский языки.

### Роспись плафона парижской Оперы Гарнье
Плафон, расположенный в зрительном зале одного из зданий парижской оперы, — Оперы Гарнье, был расписан Шагалом в 1964 году. Заказ на роспись 77-летнему Шагалу сделал в 1963 году министр культуры Франции Андре Мальро. Было много возражений против того, чтобы над французским национальным памятником работал еврей — выходец из России, а также против того, чтобы здание, имеющее историческую ценность, расписывал художник с неклассической манерой письма.
Шагал работал над проектом около года. В результате было израсходовано приблизительно 200 кг краски, а площадь холста занимала 220 м². Плафон был прикреплён к потолку на высоте более 21 м.
Плафон был разделён художником цветом на пять секторов: белый, синий, жёлтый, красный и зелёный. В росписи прослеживались основные мотивы творчества Шагала — музыканты, танцоры, влюблённые, ангелы и животные. Каждый из пяти секторов содержал сюжет одной или двух классических опер, либо балета:
- Белый сектор — «Пеллеас и Мелизанда», Клод Дебюсси
- Синий сектор — «Борис Годунов», Модест Мусоргский; «Волшебная флейта», Вольфганг Амадей Моцарт
- Жёлтый сектор — «Лебединое озеро», Пётр Чайковский; «Жизель», Шарль Адан
- Красный сектор — «Жар-птица», Игорь Стравинский; «Дафнис и Хлоя», Морис Равель
- Зелёный сектор — «Ромео и Джульетта», Гектор Берлиоз; «Тристан и Изольда», Рихард Вагнер

В центральном круге плафона, вокруг люстры, предстают персонажи из «Кармен» Бизе, а также персонажи опер Людвига ван Бетховена, Джузеппе Верди и К. В. Глюка.
Роспись плафона украшают также парижские архитектурные достопримечательности: Триумфальная арка, Эйфелева башня, Бурбонский дворец и Опера Гарнье. Расписанный плафон был торжественно представлен зрителям 23 сентября 1964 года. На открытии присутствовало более 2000 человек. Старый плафон XIX века был также сохранён — он находится в пространстве над новым плафоном.

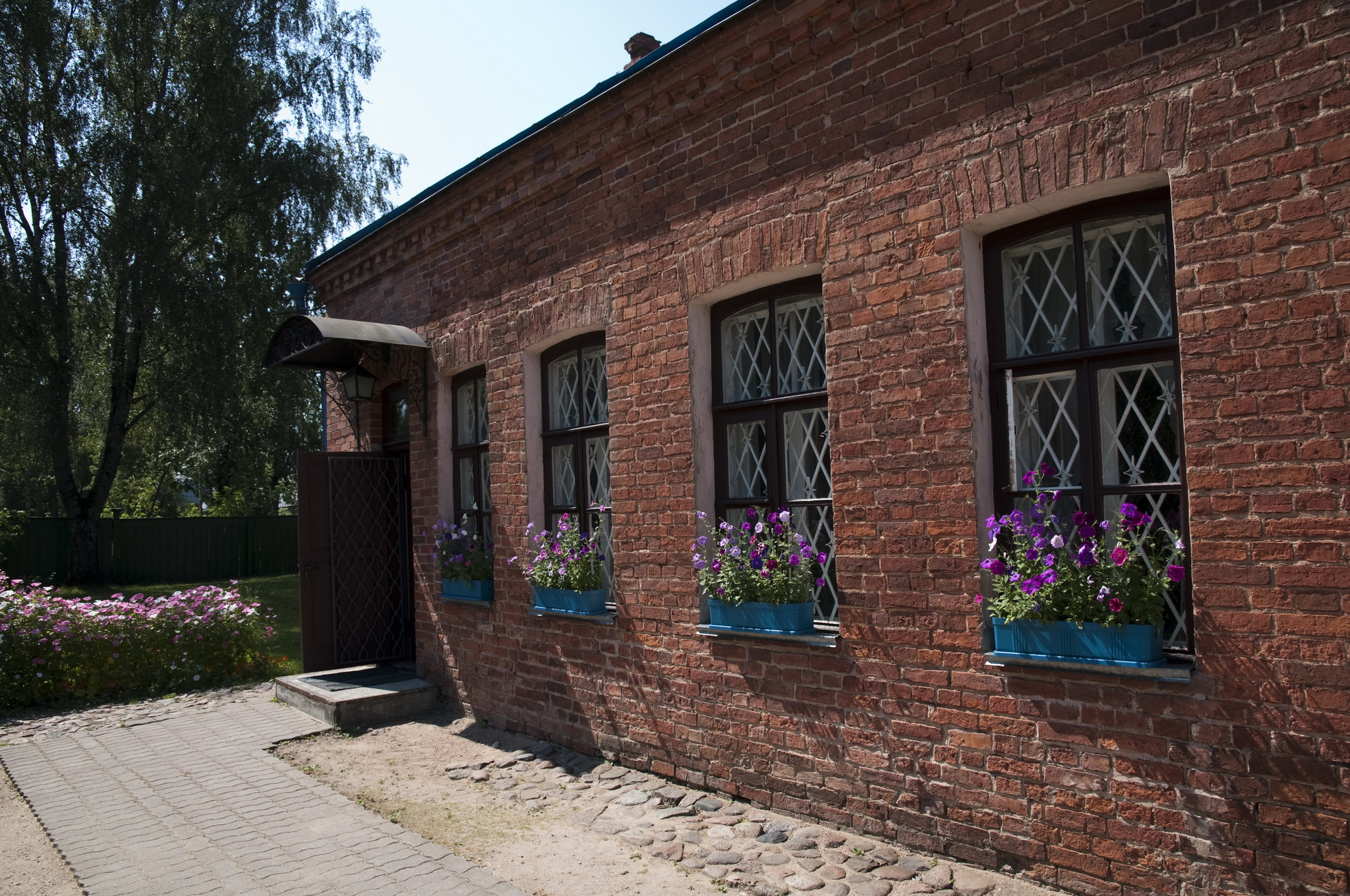
Дом Марка Шагала в Витебске, Беларусь.

## Избранные работы
- «Серый дом», 1917. Музей Тиссен-Борнемиса, Мадрид;
- «Над городом», 1918. Государственная Третьяковская галерея, Москва;
- «Белое распятие», 1938. Институт искусств, Чикаго.

## Образ в культуре

### В театре
- 2013 — «Полёты с ангелом. Шагал», пьеса Зиновия Сагалова в постановке Сергея Юрского; в роли Шагала — Сергей Юрский (Россия).
- «Портрет с летающими часами. Марк Шагал — „Моя жизнь“ — иллюстрации» (укр. Портрет з літаючим годинником. Марк Шагал «Моє життя» — ілюстрації), сценарист и режиссёр Оксана Дмитриева (Полтавский театр кукол, Украина)[52].

### На экране
- 1963 — «Шагал[англ.]», фильм Лауро Вентури; лауреат премии «Оскар» за лучший короткометражный документальный фильм (пр-во США).
- 2006 — «Эпоха Марка Шагала», 4-серийный документальный фильм Олега Лукашевича; в роли Шагала — Виктор Манаев (Белоруссия).
- 2007 — «Страсти по Шагалу», анимационный фильм Андрея Мельникова (Россия)[53].
- 2012 — «Глаз Божий», документальный фильм Ивана Скворцова и Сергея Нурмамеда в рамках телепроекта Леонида Парфёнова; в роли Шагала — Владимир Этуш (Россия).
- 2012 — «Марк Шагал. Нереальная реальность», документальный фильм Зои Котович к 125-летию со дня рождения художника; в роли Шагала — Александр Курзинер (Беларусь)[54].
- 2014 —  «Шагал — Малевич», художественный фильм Александра Митты; в роли Шагала — Леонид Бичевин (Россия).
- 2014 — «Марк Шагал. Цвет любви», документальный фильм Олега Лукашевича; в роли Шагала — Виктор Манаев (Беларусь).
- 2016—2017 — «Русские евреи», 3-серийный документальный фильм Сергея Нурмамеда (Россия).
- 2024 — «За океан[англ.]», мини-сериал Netflix; в роли Шагала — Гера Сандлер.

## Память
- В 1992 году на родине Шагала в Витебске был открыт дом-музей[7].
- Лайнер Airbus A321 (VP-BUP) авиакомпании «Аэрофлот» «М. Шагал»[55].
- Google Doodle[56]
- 28 марта 2014 года на фасаде дома в Санкт-Петербурге, где Шагал с супругой Беллой проживал с 1915 по 1918 годы (Перекупной пер., д. 7), была установлена мемориальная доска в виде палитры живописца[57].
- В марте 2016 года именем Шагала была названа набережная в Москве[58][59].
- 6—7 июля 2017 года отметили 130-летие со дня рождения Марка Шагала в Витебске[60][61].

## Издания работ
- Каменский А. А. Марк Шагал и Россия. — М.: Знание, 1988. — 56 с.
- Марк Шагал. Альбом / вступ. ст. Д. В. Сарабьянова. — М.: Изобразительное искусство, 1988. — 46 с.
- Апчинская Наталия. Марк Шагал. Графика. — М.: Советский художник, 1990. — 224 с. — 25 000 экз. — ISBN 5-269-00300-7.
- Марк Шагал. Альбом / вступ. ст. Д. В. Сарабьянов. — Усть-Илимск: Сибирь, 1992. — 46 с.
- Сарабьянов Д. В., Антонова И. А., Вознесенский А. А., Бессонова М. А. Шагал. Возвращение мастера / Под ред. М. А. Бессоновой; вступ. статья А. А. Вознесенского. — М.: Советский художник, 1988. — 326 с. — (По материалам выставки в Москве к 100-летию со дня рождения художника). — 25 000 экз. — ISBN 5-269-00235-3.
- Марк Шагал. Здравствуй, Родина! / Третьяковская галерея. — Сканрус, 2005. — 352 с. — ISBN 5-93221-072-9.
- Каменский А. А. Марк Шагал. Художник из России. — М.: Трилистник, 2005. — 304 с. — ISBN 5-89480-086-2.
- Каменский М. А. Александр Каменский пишет о Шагале. (К 90-летию Александра Абрамовича Каменского) // Марк Шагал и Петербург: жизнь, творчество, наследие : Материалы международного симпозиума. — СПб.: Издательство Государственного Эрмитажа, 2008. — С. 97—101.